# El sueño de Iván
El sueño de Iván es una película española destinada al público infantil, dirigida por Roberto Santiago, que se estrenó el 14 de octubre de 2011. El actor principal de esta película es el catalán Oscar Casas, hermano pequeño de Mario Casas, quien interpreta a Iván, junto con la participación de la actriz también catalana Carla Campra, hermana pequeña del actor también Guillermo Campra, quien interpreta a Paula como coprotagonista, los cuales han participado en otras series y películas españolas. El antagonista de esta película es el personaje de Morenilla, cuyo personaje está interpretado por el actor británico pero nacido en Madrid, Fergus Riordan. En esta película podemos encontrar también a muchos otros actores como Fernando Tejero, quien interpreta al personaje de Toribio y Antonio Resines, quien interpreta al abuelo de Paula.
El sueño de Iván se grabó en La Ciudad de la Luz, unos estudios de Alicante, España.

## Argumento
El sueño de Iván trata de un niño que le encanta jugar al fútbol y logra cumplir su sueño jugando un partido contra los mejores jugadores de fútbol para una causa benéfica, la cual se destinaría al continente africano para las víctimas del terremoto. Iván realiza unas pruebas de fútbol para poder jugar el partido de las cuales es seleccionado como delantero. Iván está enamorado de Paula, que además de su vecina, es también su amiga y compañera de clase, hasta que la tarde, en la cual están en la casa de Iván, él, sus padres y Paula, se vuelven pareja tras saber que Iván jugaría ese partido. En su colegio, casi todos están enamorados de Paula porque dicen que es la niña más guapa de todo el colegio, hasta Morenilla, que es el enemigo de Iván que no soportan ni él ni Paula. 
Paula, junto a su abuelo, el cual siempre llama a Iván chabalote, son los que más apoyan a Iván para realizar las pruebas y a que juegue ese partido como él sabe, ya que a Paula también le gusta mucho el fútbol y su abuelo fue jugador hace muchos años. Además, son ellos dos quienes van a hacerle una visita sorpresa al hotel donde esta alojado Iván y aparte de esta sorpresa, también vienen a verle jugar el gran partido, e Iván jugará con las botas de la suerte que le regaló el abuelo de Paula, las cuales el uso cuando era joven y jugaba.
Una vez empezado el partido, aunque los mayores son mucho mejores que los pequeños, Iván consigue marcar un gol al final del tiempo aunque no se lo cuentan como válido , pero a pesar de ello, tanto Paula como su abuelo están muy orgullosos de él porque sabían que podía hacerlo. Todo este logro que realizó Iván, en realidad se lo llevó Morenilla, ya que anteriormente, en la mitad del partido, a Iván le sacaron tarjeta roja y fue expulsado, de modo que no pudo seguir jugando y se fue a los vestuarios a esperar a que terminase el partido, pero de repente, Morenilla entra al vestuario con una herida en la cabeza y le ponen una venda de manera que no se le ve la cara, y fue cuando a Iván se le ocurrió la idea de hacerse pasar por él para poder jugar e intentar remontar el partido. Iván le cambio la camiseta a Morenilla para que llevase su nombre y número de jugador y se puso una venda en la cabeza para que cuando saliese a jugar todos pensase que fuese él, todos menos, Paula y su abuelo, que se dieron cuenta de que el que marcó el gol fue Iván ya que él llevaba las zapatillas de fútbol que le regaló el abuelo.

## Reparto
| Intérprete                     | Personaje                   |
| ------------------------------ | --------------------------- |
| Óscar Casas                    | Iván                        |
| Demián Bichir                  | Entrenador Torres           |
| Ana Claudia Talancón           | Amy                         |
| Carla Campra                   | Paula                       |
| Fergus Riordan                 | Morenilla                   |
| Sebastián Rivera               | Hugo                        |
| Antonio Resines                | Emilio                      |
| Ramiro Blas                    | Galleti                     |
| Tomás Pozzi                    | Frigo                       |
| David Lorente                  | Bernardo                    |
| Cristina Alcázar               | Julia                       |
| Fernando Tejero                | Toribio                     |
| Ernesto Alterio                | Gallardo                    |
| Alberto Jo Lee                 | Lee Jung                    |
| Isabelle Stoffel               | Periodista Inglesa          |
| Concha Delgado                 | Madre Morenilla             |
| Bogdan Maksymov                | Vasily                      |
| Nico Craiu                     | Balenko                     |
| Gabriel Bogliolo               | Bigerini                    |
| Jean Baptiste Bogliolo         | Clairac                     |
| Hao Yang                       | Pu Yang                     |
| Antonio Durán 'Morris'         | Ichikawa                    |
| Ayoub El Ouafi                 | Khaled                      |
| Raúl Tavares                   | Batidor                     |
| Brandon Lastra                 | Gutiérrez                   |
| Julián Obiang                  | Kunde                       |
| Mario Cebollada                | Larson                      |
| Asier Sánchez                  | Stevens                     |
| Noe Amaral Nieto               | Kankwamba                   |
| David Sánchez                  | Pedro                       |
| Beckham Elofune                | Beck                        |
| Whalfryd Cruz                  | Uribe                       |
| Brendan Price                  | Cullen                      |
| Roberto Drago                  | Cassari                     |
| María Jesús Ruz                | Abuela Iván                 |
| Angel Parras                   | García Corderas             |
| Dominic Graville               | Periodista Hotel            |
| Cristina Rodríguez             | Periodista Hotel            |
| Simona Ferrar                  | Periodista Hotel            |
| Ricardo Dávila                 | Periodista TV               |
| Marco Cacciamano               | Periodista Hotel            |
| David Jiménez                  | Periodista Hotel            |
| Walter Gamberini               | Carmona                     |
| Alfonsina de la Torre          | Alicia                      |
| Andy Fukutome                  | Árbitro Estadio Azteca      |
| Lida Cardona                   | Camarera Hotel              |
| Huichi Chiu                    | Presentadora                |
| Donat Mbuyi                    | Presentador                 |
| Alexander Kobold               | Guardaespaldas Cullen       |
| Paco Churruca                  | Presentador TV              |
| Agnes Kiraly                   | Presentadora                |
| Rodrigo Goribar                | Presentador                 |
| Juan López-Tagle               | Fan                         |
| Adrián Sánchez                 | Jugadores Selección Adultos |
| Iñigo Ruiz de la Torre         | Jugadores Selección Adultos |
| Angel Bordera                  | Periodista                  |
| Julia Castelló Agulló          | Periodista                  |
| Gabriela Korbelova             | Sabia Sudafricana           |
| Camila Risser                  |                             |
| Alberto Santiago               | Jardinero                   |
| David M. Antón                 | Fotógrafo                   |
| Diego Forlán                   | Forlán                      |
| Juan Navarro Teniente Paterson |                             |
| Fabián Tascón Bernabeu         | Periodista                  |
| Javier Pinto                   | Cliente de Hotel            |
| Alex Spijksma                  | Mandatario del País         |